# نظریه طبیعی مجموعه‌ها
نظریه طبیعی مجموعه‌ها، یکی از چندین تئوری مجموعه هاست که در بحث بنیان‌های ریاضیات مطرح می‌شود.

## مقدمه
عبارت نظریهٔ طبیعی مجموعه‌ها یا نظریهٔ شهودی مجموعه‌ها، که نباید آن را با نظریه اصل موضوعی مجموعه‌ها اشتباه گرفت، در سال‌های حدود ۱۹۴۰ گه‌گاه مورد استفاده قرار می‌گرفت و در سال ۱۹۵۰ رسماً مورد استفاده قرار گرفت. در ریاضیات محض، نظریهٔ طبیعی مجموعه‌ها اولین پیشرفت و گسترش در نظریه مجموعه‌ها است، که بعدها به صورت دقیق‌تر در قالب نظریهٔ اصل موضوعی مجموعه‌ها بیان شد.
نظریهٔ طبیعی مجموعه‌ها بر پایهٔ درکی غیررسمی و بی‌قاعده از مفهوم مجموعه به عنوان گردایه‌ای از اشیا (که عنصر یا عضو گفته می‌شوند) استوار است. در حالی که نظریه اصل موضوعی مجموعه‌ها تنها از واقعیت‌هایی در مورد مجموعه‌ها و عضویت استفاده می‌کند که از طریق تعدادی اصل موضوع قابل اثبات هستند و یکی از اهداف تنظیم این اصول موضوع (نه تمام اهداف آن‌ها) دوری از پارادکس‌هایی‌ست که در این زمینه مطرح شده‌اند (ر. ک به پارادکس‌های نظریه مجموعه‌ها). چرا که نظریهٔ طبیعی مجموعه‌ها در آغاز کار خود، با پارادکس‌های متعددی از جمله پارادکس معروف راسل مواجه شد.
در ریاضیات، مجموعه‌ها اهمیت بسیار دارند. در واقع در ریاضیات جدید، بخش عمده‌ای از ابزارهای ریاضی همچون اعداد، رابطه‌ها، توابع بر پایهٔ مجموعه‌ها تعریف شده‌اند.

## نظریهٔ طبیعی مجموعه‌ها
نظریهٔ طبیعی مجموعه‌ها در اواخر قرن نوزدهم به وسیله گئورگ کانتور پایه‌گذاری شد تا به ریاضیدانان اجازه دهد که با مجموعه‌های نامتناهی کار کنند. نتیجهٔ چنین نظریه‌ای این بود که می‌توان بر روی مجموعه‌ها هر عملی را بدون محدودیت انجام داد یا هر مجموعه‌ای را بدون محدودیت در نظر گرفت که این ما را به سوی پارادکس‌هایی چون پارادکس راسل سوق می‌دهد.
در حقیقت در ادامهٔ گسترش این نظریه، این سؤال برای ریاضیدانان پیش آمد که آیا چیزهایی که به عنوان مجموعه در نظر گرفته می‌شوند، واقعاً مجموعه هستند؟ چه چیزی را می‌توان به عنوان مجموعه در نظر گرفت و چه چیزی را نمی‌توان؟ معیار اینکه بگوییم یک شی ریاضی مجموعه است یا نه چیست؟
در جواب به این پرسش‌های اساسی، نظریه اصل موضوعی مجموعه‌ها گسترش یافت که در آن تعدادی اصل موضوع مطرح می‌شود و سایر نتیجه‌گیری‌ها و قضایای موجود بر اساس این اصول استخراج می‌شوند و به‌طور دقیق معلوم می‌شود که چه اعمالی را می‌توان در مجموعه‌ها انجام داد و چه چیزی را می‌توان به عنوان یک مجموعه در نظر گرفت.
امروزه وقتی ریاضیدانان از نظریه مجموعه‌ها به عنوان یک شاخهٔ ریاضیات صحبت می‌کنند، به صورت معمول منظور آن‌ها نظریه اصل موضوعی مجموعه‌ها است. در استفاده‌های غیررسمی از نظریهٔ مجموعه‌ها در رشته‌های دیگر همانند رشته‌های مهندسی، معمولاً از نظریه طبیعی مجموعه‌ها استفاده می‌شود.
البته لازم به توضیح است که برخی معتقدند که نظریهٔ مجموعه‌های جرج کانتور عملاً درگیر پارادکس‌ها نمی‌شود که خود مطلبی قابل بحث است. او از برخی از این پارادکس‌ها آگاه بود ولی آن‌ها را بیان نکرد چرا که معتقد بود این پارادکس‌ها نظریهٔ مجموعه‌های او را بی‌اعتبار می‌سازد. اطمینان در مورد این مطلب دشوار است چرا که او اصل موضوع یا قاعده‌ای را بیان نکرده‌است.
فرگه به صورت صریح یک نظریهٔ اصل موضوعی ارائه داد که می‌توان آن را به عنوان شکل فرمول‌بندی شدهٔ نظریهٔ طبیعی مجموعه‌ها دانست. این همان تئوری فرمول‌بندی شده‌ای‌ست که برتراند راسل هنگامی که پارادکس خود را بیان کرد، به این تئوری استناد کرد.

## اهمیت نظریهٔ طبیعی مجموعه‌ها
مطالعهٔ مجموعه‌ها از دیدگاه طبیعی (یا به عبارت دیگر مطالعه به صورت غیر صوری) به منظور بررسی و گسترش کاربردهای مجموعه‌ها و امکاناتی که به ما می‌دهند بسیار مفید است. به علاوه دانستن مفاهیم نظریهٔ مجموعه‌ها از دیدگاه طبیعی به عنوان قدم اول در فهم نظریه اصل موضوعی مجموعه‌ها، دارای اهمیت است.
در نظریهٔ طبیعی مجموعه‌ها و مطالعه مجموعه‌ها از دیدگاه شهودی، به این که «واقعاً مفهوم مجموعه چیست؟» یا «چه اصول موضوعه‌ای برای آن می‌توان تعریف کرد؟» کاری نداریم و فرض می‌کنیم فردی که مجموعه‌ها را به صورت طبیعی مطالعه می‌کند یک درک معمولی و شهودی (و غالباً نادرست) از مجموعه‌ها را دارد. در اینجا هدف از تشریح نظریه، توصیف کارهایی است که با مجموعه‌ها به عنوان یک ابزار ریاضی می‌توان انجام داد. همانند خط و نقطه در هندسه که ما از آن‌ها تعریفی ارائه نمی‌دهیم و به بررسی کارهایی که با این ابزارها می‌توان انجام داد می‌پردازیم.
در انتها به این نکته توجه کنید که نظریهٔ طبیعی مجموعه‌ها همواره به نظریهٔ ناسازگار فرگه یا کانتور گفته نمی‌شود. این نظریه می‌تواند به نظریهٔ مجموعه‌ها به صورت غیررسمی و دقیق اشاره داشته باشد، مانند کتاب معروف پل ریچارد هالموس، «نظریه طبیعی مجموعه‌ها» که در آن مقداری به بیان غیررسمی نظریه اصل موضوعی مجموعه‌ها پرداخته است. ما در اینجا سعی می‌کنیم به اصول موضوعه‌ای که در زمینهٔ مجموعه‌ها بیان شده‌اند هم اشاره کنیم و در مواقع لازم خواننده را به آن‌ها ارجاع دهیم.

## مجموعه‌ها، عضویت و تساوی
در نظریهٔ طبیعی مجموعه‌ها، مجموعه‌ها به عنوان یک دسته از اشیا مشخص توصیف می‌شوند. به این اشیا که مجموعه را تشکیل می‌دهند اعضا(members) یا عناصر(elements) مجموعه می‌گوییم. عضوهای مجموعه می‌توانند هر چیزی باشند:
اعداد، افراد جامعه، مجموعه‌ها یا هر چیز دیگر. به عنوان مثال عدد ۴ یک عضو از مجموعهٔ اعداد صحیح است. به وضوح مجموعهٔ اعداد زوج مجموعه‌ای نامتناهی است. همین موضوع نشان می‌دهد که لزومی ندارد که همهٔ مجموعه‌ها متناهی باشند (تعداد متناهی عضو داشته باشند).
اگر x یک شی متعلق به مجموعهٔ دلخواه A باشد می‌گوییم «مجموعهٔ A شامل عضو x است.» یا «x متعلق به مجموعه A است.» در این صورت می‌نویسیم x∈A که {\displaystyle \in } نماد تعلق یا عضویت (membership) است که از حرف اپسیلون یونانی {\displaystyle \epsilon } گرفته شده و به وسیلهٔ پئانو معرفی شده‌است. اگر x عضوی از مجموعهٔ A نباشد می‌نویسم {\displaystyle x\not \in A}.
دو مجموعهٔ مفروض A و B باهم برابر هستند هر گاه دقیقاً عضوهایشان یکسان باشد. به بیان دیگر هر عضو دلخواه مجموعهٔ A، در مجموعه B باشد و هر عضو دلخواه B در مجموعهٔ A موجود باشد (ر. ک اصل موضوع گسترش).
بنابراین مجموعه به صورت کامل با اعضایش مشخص می‌شود. به عنوان مثال مجموعهٔ اعداد ۲٫۳٫۵ با مجموعهٔ تمام اعداد اول کوچکتر از ۶ برابر است. اگر A و B دو مجموعهٔ برابر باشند می‌نویسیم: A=B.
مجموعه‌ای هم وجود دارد که دارای هیچ عضوی نمی‌باشد و به آن مجموعه تهی (empty set) یا پوچ (null set) می‌گوییم و آن را با نماد { } یا {\displaystyle \varnothing } نشان می‌دهیم. از آنجا که مجموعه دقیقاً با اعضایش شناخته می‌شود، می‌توان یکتا بودن مجموعهٔ تهی را تضمین کرد (ر. ک اصل موضوع مجموعه تهی).
اگرچه مجموعهٔ تهی هیچ عضوی ندارد، با این‌حال، خود می‌تواند عضو مجموعه‌های دیگری قرار گیرد. از این‌رو
Ø} ≠ Ø}
زیرا
Ø
هیچ عضوی ندارد، اما
{Ø}
دارای یک عضو است.

## مشخص نمودن یک مجموعه
معمولاً یک مجموعه را در صورت امکان به وسیلهٔ نوشتن اعضایش میان دو آکولاد { } مشخص می‌کنند که این روش روش تفضیلی یا نمایش با اعضا نام دارد. به این ترتیب مجموعهٔ {a,b}، مجموعه‌ای است که در آن a و b دو عضو مجموعه هستند. در نمایش مجموعه به دو نکته توجه داشته باشید:
- در نمایش عضوهای یک مجموعه، ترتیب اعضا اهمیت ندارد و لذا: {b,a}={a,b}
- در نمایش مجموعه‌ها تکرار اعضا تغییری در مجموعه ایجاد نمی‌کند. به عنوان مثال: {a,b}={a,b,b}={a,a,b}

همچنین می‌توان یک مجموعه را با بیان خاصیت مشترک میان اعضایش مشخص کرد. برای این منظور از نماد مجموعه ساز {(x:P(x} یا {(x|P(x} استفاده می‌کنیم که مفهوم آن عبارت است از مجموعهٔ همهٔ عناصری مانند x که شرط (P(x برای آن‌ها برقرار است یا به عبارت دیگر گزاره‌نمای (P(x برای آن‌ها به گزاره‌ای درست تبدیل می‌شود.
به عنوان مثال مجموعهٔ {x عددی حقیقی است :x}، مجموعهٔ اعداد حقیقی را معین می‌کند و مجموعهٔ {n عددی طبیعی؛ x: x=2n} مجموعهٔ اعداد طبیعی زوج را معین می‌کند.
این شیوهٔ نمایش مجموعه‌ها نمایش با علایم ریاضی یا نمایش توصیفی نامیده می‌شود و بیشتر برای مجموعه‌های نامتناهی یا مجموعه‌هایی که با اعضا قابل نمایش نمی‌باشند به کار می‌رود.
- نمونه‌های زیر بیانگر حالات مختلف نمایش مجموعه‌ها با علایم ریاضی است:
  - {\displaystyle \{x\in A:P(x)\}} به مجموعهٔ همه عضوهای متعلق به مجموعه A که دارای شرط (P(x هستند اشاره دارد. به عنوان مثال اگر {\displaystyle \mathbb {Z} } مجموعهٔ اعداد صحیح باشد، مجموعهٔ همهٔ اعداد صحیح زوج را به صورت {\displaystyle \{x\in \mathbb {Z} :\,{\mbox{x is even}}\}} نشان می‌دهیم. (در این خصوص اصل موضوع جداسازی را ببینید)
  - نماد {\displaystyle \{F(x):x\in A\}} به مجموعهٔ همه عناصری اشاره دارد که از قرار دادن عناصر مجموعهٔ A در فرمول F بدست می‌آیند. به عنوان مثال مجموعه {\displaystyle \{2x:x\in \mathbb {Z} \}}، مجموعهٔ همهٔ اعداد صحیح زوج است. (ر. ک اصل موضوع جایگزینی)
  - نماد {\displaystyle \{F(x):P(x)\}} یکی از نمادهای مجموعه‌ساز مهم و پر کاربرد است. به عنوان مثال اگر (F(x خاصیت اول بودن x باشد و (P(x خاصیت متقارن بودن x باشد مجموعه {\displaystyle \{F(x):P(x)\}} به مجموعه همه اعداد اول متقارن دلالت داد.

## زیرمجموعه‌ها
اگر A و B دو مجموعه باشند، می‌گوییم A زیرمجموعه یا جز B است هرگاه هر عضو A در B نیز موجود باشد. در این صورت می‌گوییم مجموعهٔ A زیرمجموعه یا جز B است یا B یک ابرمجموعه یا حاوی مجموعهٔ A است. همچنین اگر A زیرمجموعهٔ B باشد و در عین حال B دارای عضوی غیرمتعلق به A باشد، می‌گوییم A یک زیرمجموعهٔ حقیقی یا محض (سره) B است یا B یک ابر مجموعه حقیقی A است.
به عنوان مثال مجموعهٔ اعداد طبیعی زیرمجموعه‌ای از اعداد صحیح است.
نماد {\displaystyle \subseteq }، علامت زیرمجموعه بودن است. به عنوان مثال می‌نویسیم {\displaystyle \mathbb {N} \subseteq \mathbb {Z} }.
گزارهٔ «A زیرمجموعهٔ B است» را به صورت {\displaystyle A\subseteq B} نمایش می‌دهیم، همچنین گزارهٔ «B یک ابرمجموعهٔ A است» را به صورت {\displaystyle B\supseteq A} می‌نویسیم و اگر A یک زیرمجموعهٔ محض B باشد می‌نویسیم {\displaystyle A\subset B} یا {\displaystyle B\supset A}.
از تعریف زیرمجموعه نتیجه می‌شود که گزارهٔ «A زیرمجموعهٔ B است» معادل با گزارهٔ زیر است:
{\displaystyle \forall x(x\in A\Rightarrow x\in B)}
نقیض گزارهٔ {\displaystyle A\subseteq B} را با {\displaystyle A\not \subseteq B} نشان می‌دهیم و معادل با این مطلب است که عضوی در A هست که متعلق به B نمی‌باشد یا به زبان منطق ریاضی
{\displaystyle A\not \in B\Leftrightarrow \exists x(x\in A\land x\not \in B)}.
با استفاده از مفهوم زیر مجموعه می‌توان تساوی دو مجموعه را به این صورت بیان کرد:
(A=B)است اگر و فقط اگر ({\displaystyle A\subseteq B} و {\displaystyle B\subseteq A})
همچنین اگر X یک مجموعه باشد، مجموعهٔ همه زیرمجموعه‌های X را مجموعهٔ توانی X می‌گوییم و آن را با(P(X نشان می‌دهیم. به عبارت دیگر {\displaystyle P(X)=\{A:A\subseteq X\}}. اگر X مجموعه‌ای n عضوی باشد، آنگاه X دارای 2n زیر مجموعه است.

## مجموعهٔ مرجع و متمم‌ها
در هر بحث خاص مجموعه همهٔ عناصر مورد بحث را عضو یک مجموعهٔ کلی می‌گیریم و به آن مجموعهٔ جهانی(Universal set) یا مرجع (عام) می‌گوییم. توجه به این نکته لازم است که مجموعهٔ جهانی را نباید به عنوان مجموعه‌ای از همهٔ مجموعه‌ها در نظر گرفت چرا که در ادامه متوجه می‌شویم که چنین مجموعه‌ای وجود ندارد و فرض وجود آن ما را به تناقضاتی چون پارادکس راسل سوق می‌دهد. مجموعهٔ جهانی را با U ,V یا M نشان می‌دهیم.
اگر U مجموعهٔ جهانی باشد و A یک زیرمجموعهٔ U باشد، در این صورت مجموعهٔ همه عناصری از U را که متعلق به A نباشند متمم یا مکمل مجموعهٔ A می‌گوییم و آن را با نمادهای AC یا {\displaystyle A^{\prime }} یا {\displaystyle {\bar {A}}} نشان می‌دهیم. پس {\displaystyle A^{c}=\{x\in U:x\not \in A\}} و {\displaystyle \forall x\in U(x\in A^{c}\Leftrightarrow x\not \in A)}

## اجتماع، اشتراک و تفاضل
اگر A و B دو مجموعه باشند می‌توانیم اعضای A و B را به‌طور همزمان در یک مجموعهٔ جدید به نام اجتماع دو مجموعهٔ A و B قرار دهیم. اجتماع دو مجموعهٔ A و B عبارت است از مجموعهٔ همهٔ عناصری که به حداقل یکی از دو مجموعهٔ A یا B متعلق باشند (ر. ک اصل موضوع اجتماع).
اجتماع دو مجموعهٔ A و B را با نماد {\displaystyle A\cup B} نشان می‌دهیم و مطابق تعریف داریم:
{\displaystyle A\cup B=\{x:x\in A\lor x\in B\}}
پس:
{\displaystyle x\in A\cup B\Leftrightarrow (x\in A\lor x\in B)}
به همین صورت اشتراک دو مجموعهٔ A و B عبارت است از مجموعهٔ همهٔ عناصری که به هر یک از دو مجموعهٔ A و B متعلق باشند. اشتراک دو مجموعهٔ A و B را به صورت {\displaystyle A\cap B} نشان می‌دهیم و مطابق تعریف داریم:
{\displaystyle A\cap B=\{x:x\in A\land x\in B\}}.
حال می‌توانیم مفهوم متمم یک مجموعه را تعمیم دهیم و متمم یک مجموعهٔ مفروض را نسبت به یک مجموعهٔ دیگر بررسی کنیم. اگر A و B دو مجموعه باشند، مجموعهٔ همهٔ عناصری از A را که در مجموعهٔ B وجود ندارند متمم A نسبت به B یا تفاضل B از A می‌گوییم و به صورت A-B نشان می‌دهیم.
به این ترتیب {\displaystyle A-B=\{x:x\in A\land x\not \in B\}} و لذا
{\displaystyle \forall x(x\in A-B\Leftrightarrow x\in A\land x\not \in B)}
نکتهٔ جالب توجه این است که برای هر مجموعهٔ X، مجموعه توانی X یک جبر بول تحت اعمال اجتماع و اشتراک است. برای مشاهدهٔ خواص و قضایای مربوط به اجتماع و اشتراک به جبر مجموعه‌ها رجوع کنید.

## زوج‌های مرتب و ضرب دکارتی
در مورد زوج مرتب می‌توان بسیار بحث کرد اما در نظریهٔ طبیعی مجموعه‌ها برای هر دو شی a و b زوج (a,b) را که در آن ترتیب قرار گرفتن مؤلفه‌های اول و دوم مهم است یک زوج مرتب می‌گوییم. این تعریف نیاز ما را برای ادامه مطلب بر طرف می‌کند (برای بررسی این که واقعاً یک زوج مرتب چیست می‌توانید به مقالهٔ زوج مرتب یا نظریه اصل موضوعی مجموعه‌ها مراجعه کنید).
از تعریف یک زوج مرتب متوجه می‌شویم که اگر (a,b) و (c,d) دو زوج مرتب باشند و (c,d)=(a,b)، باید داشته باشیم a=c و b=d. حال به بررسی یک عمل مهم بر روی مجموعه‌ها می‌پردازیم.
اگر A و B دو مجموعه باشند، آنگاه حاصل ضرب دکارتی دو مجموعهٔ A و B را با نماد {\displaystyle A\times B} نشان می‌دهیم و به صورت مجموعهٔ همهٔ زوج مرتب‌هایی که مؤلفهٔ اول آن‌ها عضو A و مؤلفهٔ دوم آن‌ها عضو B هستند تعریف می‌کنیم. به عبارت دیگر {\displaystyle A\times B=\{(a,b):a\in A,b\in B\}}.
مفهوم ضرب دکارتی را می‌توان توسعه داد و به تعداد نامتناهی از مجموعه‌ها هم نسبت داد. ضرب دکارتی اولین بار توسط ریاضیدان و فیلسوف فرانسوی رنه دکارت(René Descartes) معرفی شده‌است.

## معرفی چند مجموعهٔ مهم
برای برخی از مجموعه‌های خاص، اسامی خاصی به کار می‌بریم که باید آن‌ها را به خاطر سپرد:
- مجموعهٔ اعداد طبیعی را با {\displaystyle \mathbb {N} } نشان می‌دهیم و داریم {\displaystyle \mathbb {N} =\{1,2,3,4,5,...\}}.
- مجموعهٔ اعداد طبیعی نابیشتر از عدد طبیعی k را قطعه‌ای از اعداد طبیعی می‌گوییم و به صورت {\displaystyle \mathbb {N} _{k}} نشان می‌دهیم و داریم {\displaystyle \mathbb {N} _{k}=\{1,2,3,4,...,k\}}.
- مجموعهٔ همهٔ اعداد اول را با {\displaystyle \mathbb {P} } نشان می‌دهیم.
- مجموعهٔ اعداد حسابی را با {\displaystyle \mathbb {W} } نشان می‌دهیم و داریم {\displaystyle \mathbb {W} =\{0,1,2,3,...\}}.
- مجموعهٔ اعداد صحیح را با {\displaystyle \mathbb {Z} =\{...,-2,-1,0,1,2,...\}} نشان می‌دهیم.
- مجموعهٔ اعداد گویا (منطق) را با {\displaystyle \mathbb {Q} } نشان می‌دهیم. طبق تعریف داریم:{\displaystyle \mathbb {Q} =\{{\frac {m}{n}}:m,n\in \mathbb {Z} ,n\neq 0\}}.
- مجموعهٔ اعداد گنگ یا اصم را با {\displaystyle \mathbb {Q} ^{c}} نمایش می‌دهیم.
- مجموعهٔ اعداد حقیقی را با {\displaystyle \mathbb {R} } نشان می‌دهیم.
- مجموعهٔ همهٔ اعداد حقیقی بین دو عدد a و b را که شامل خود a و b نیز باشد، بازهٔ بستهٔ a و b می‌گوییم و آن را به صورت {\displaystyle [a,b]=\{x\in R:a\leq x\leq b\}} نمایش می‌دهیم.
- مجموعهٔ همهٔ اعداد حقیقی بین دو عدد حقیقی a و b را بازهٔ باز a و b می‌گوییم و آن را به صورت {\displaystyle (a,b)=\{x\in \mathbb {R} :a<x<b\}} نشان می‌دهیم.
- مجموعهٔ اعداد حقیقی بین دو عدد حقیقی a و b را که شامل a باشد، به صورت {\displaystyle [a,b)=\{x\in \mathbb {R} :a\leq x<b\}} نشان می‌دهیم.
- مجموعهٔ اعداد حقیقی بین دو عدد a و b را که شامل b باشد، به صورت {\displaystyle (a,b]=\{x\in \mathbb {R} :a<x\leq b\}} نشان می‌دهیم.
- مجموعهٔ اعداد مختلط را به صورت {\displaystyle \mathbb {C} =\{a+b{\mbox{i}}:a,b\in \mathbb {R} \}} نشان می‌دهیم.

## پارادکس‌ها
در مقدمه و ادامهٔ بحث بیان کردیم که در نظریه مجموعه‌ها و بعد از ارائهٔ نظریهٔ طبیعی مجموعه‌ها، ریاضیدانان به یک سری تناقضات و پارادکس‌ها برخورد کردند که باعث شد در نظریهٔ مجموعه‌ها تجدید نظر کنند و نیاز به یک دستگاه اصل موضوعی برای بیان نظریهٔ مجموعه‌ها احساس شد. دستگاه اصل موضوعی که نظریهٔ مجموعه‌ها را بتوان بر پایهٔ اصول آن بنا کرد و دیگر برداشت‌های شهودی و طبیعی در آن تأثیر نداشته باشد.
اما به راستی چه مشکلی در نظریه‌ای که تا به حال ارائه دادیم وجود دارد؟ مشکل در ساختار مجموعه است و اینکه واقعاً مجموعه چیست؟ در نظریه‌ای که ارائه شد، برداشتی که از یک مجموعه می‌شود مانند کیسه‌ای است که تعدادی (متناهی یا نامتناهی) عضو را در آن قرار می‌دهیم. آیا به راستی هرچه که در بین دو { } قرار دهیم یک مجموعه نام دارد، یا به‌طور دقیق‌تر آیا می‌توانیم هر مجموعه‌ای را به دلخواه خودمان تشکیل بدهیم؟
آیا مجموعه مانند یک کیسه است که هر چه در آن قرار دهیم و اسم آن را یک مجموعه بگذاریم؟
خوب ریاضیدانان در آغاز پیدایش نظریهٔ مجموعه‌ها که بر پایهٔ شهود بنیان گذاشته شده بود، یعنی در زمان ریاضیدانانی چون جرج کانتور و فرگه چنین تصور می‌کردند. مثلاً در آن زمان وجود مجموعهٔ همه مجموعه‌ها مسلم شمرده می‌شد. یعنی آن‌ها یک مجموعهٔ بزرگ را در نظر می‌گرفتند که همهٔ مجموعه‌ها در آن قرار داشت. اما آیا ما می‌توانیم چنین مجموعه‌ای را تشکیل دهیم؟ ممکن است در نگاه اول برداشت شهودی ما از مجموعه به این سؤال پاسخ مثبت بدهد ولی در ادامه متوجه می‌شوید که فرض وجود چنین مجموعهٔ بزرگی ما را به تناقض سوق می‌دهد که این تناقض را نخستین بار برتراند راسل، تحت عنوان پارادکس راسل مطرح کرد.
خوب بیاید فرض کنیم هر مجموعه‌ای را می‌توان تشکیل داد. برای هر مجموعه ما می‌توانیم این سؤال عجیب را مطرح کنیم که آیا این مجموعه عضو خودش است یا نه؟
طبیعی است که در هر مورد جواب بلی یا خیر است. حال بر اساس فرضی که کردیم بیاید همهٔ مجموعه‌هایی را که شامل خودشان نیستند در یک مجموعه قرار دهیم. یعنی مجموعهٔ همه مجموعه‌هایی که شامل خود نیست را تشکیل دهیم. این مجموعه را A نام‌گذاری می‌کنیم پس {X مجموعه‌ای باشد که عضو خودش نیست :A={X
A نیز یک مجموعهٔ قابل قبول است و حق داریم سؤال را در مورد A نیز مطرح کنیم. آیا A عضو خودش است یا نه؟ بدیهی است که باید داشته باشیم {\displaystyle A\in A} یا {\displaystyle A\not \in A}.
- اگر {\displaystyle A\in A} در این صورت چون A عضو خودش است، بنابر تعریف مجموعه A باید داشته باشیم {\displaystyle A\not \in A} که این تناقض است.
- اگر {\displaystyle A\not \in A} در این صورت A عضوی از خودش است و لذا مطابق تعریف مجموعه A باید داشته باشیم {\displaystyle A\in A} که این نیز تناقض است.

بنابراین با سؤالی روبرو می‌شویم که نمی‌توانیم به آن پاسخ بدهیم و هر پاسخ به آن ما را به تناقض سوق می‌دهد و نتیجه می‌گیریم که اساساً چنین مجموعه‌ای را نمی‌توان تعریف کرد زیرا در مورد اعضای آن ابهام وجود دارد.
حال در نگاهی دیگر با همان فرض قبلی که می‌توان هر مجموعه‌ای را تشکیل داد بیاید فرض کنیم مجموعهٔ همهٔ مجموعه‌ها وجود دارد. چنین مجموعهٔ بزرگی را {\displaystyle \Omega } می‌نامیم. در مورد اعضای مجموعهٔ {\displaystyle \Omega } نیز می‌توان این سؤال را مطرح کرد که اگر A عضوی از {\displaystyle \Omega } باشد آیا A عضو خودش است یا نه؟
به عبارت دیگر گزاره‌نمای {\displaystyle S(x):x\not \in x} یا خاصیت «عضو خود نبودن» را اختیار می‌کنیم و با اعمال آن روی اعضای {\displaystyle \Omega } زیرمجموعه‌ای از اعضای {\displaystyle \Omega } مشخص می‌شود. یعنی زیرمجموعه‌ای از {\displaystyle \Omega } که دقیقاً شامل عناصری از {\displaystyle \Omega } است که عضو خود نمی‌باشند. این زیرمجموعه را B می‌نامیم. در این صورت {\displaystyle B=\{x\in \Omega :x\not \in x\}}.
حال چون {\displaystyle \Omega } مجموعهٔ همهٔ مجموعه‌ها است، این سؤال پیش می‌آید که آیا {\displaystyle B\in \Omega }؟
اگر {\displaystyle B\in \Omega } آنگاه یا {\displaystyle B\in B} یا {\displaystyle B\not \in B}. حال:
- اگر {\displaystyle B\in B} در این صورت B عضو خودش است و لذا باید داشته باشیم {\displaystyle B\not \in B} که تناقض است.
- اگر {\displaystyle B\not \in B} در این صورت B عضو خودش نیست و لذا {\displaystyle B\in B} که تناقض است.

{\displaystyle B\in \Omega } ما را به تناقض سوق می‌دهد و لذا {\displaystyle B\not \in \Omega } که این با توجه به اینکه {\displaystyle \Omega } مجموعهٔ همهٔ مجموعه‌ها است، یک تناقض آشکار است چرا که مجموعه‌ای چون B یافت شد که عضو {\displaystyle \Omega } نیست. پس اساساً فرض وجود مجموعهٔ همهٔ مجموعه‌ها نیز ما را به تناقض می‌کشاند و چنین مجموعه‌ای خوش تعریف نیست.
برای اطلاعات بیشتر در مورد این پارادکس‌ها به پارادکس راسل یا پارادکس‌های نظریه مجموعه‌ها رجوع کنید.